# DHB-Amateur-Pokal 2019
Der DHB-Amateur-Pokal 2019 war die fünfte Austragung des Amateur-Handballpokalwettbewerbs der Herren, dessen zwei Finalisten am DHB-Pokal 2019/20 teilnehmen werden. Sieger wurde der ATSV Habenhausen.

## Achtelfinale
| Datum         | Heimmannschaft                   |   | Gastmannschaft              | Ergebnis |
| ------------- | -------------------------------- | - | --------------------------- | -------- |
| 20. Jan. 2019 | HV Rot-Weiß Laupheim (WB)        | – | SG Köndringen/Teningen (SB) | 30:32    |
| 26. Jan. 2019 | TSV Handschuhsheim (BD)          | – | MSG HF Illtal (SL)          | 23:25    |
| 26. Jan. 2019 | TV Bitburg (RL)                  | – | BTB Aachen 1908 (MR)        | 22:26    |
| 26. Jan. 2019 | HSG Kleenheim/Langgöns (HE)      | – | TV Korschenbroich (NR)      | 23:27    |
| 26. Jan. 2019 | TSG A-H Bielefeld (WF)           | – | FC St. Pauli (HH)           | 31:19    |
| 26. Jan. 2019 | ATSV Habenhausen (HB)            | – | SG WIFT Neumünster (SH)     | 33:23    |
| 26. Jan. 2019 | HSG Neudorf/Döbeln (SN)          | – | HSV Apolda 1990 (TH)        | 21:24    |
| 26. Jan. 2019 | BSV 93 Magdeburg-Olvenstedt (SA) | – | SG OSF Berlin (BE)          | 24:32    |

## Viertelfinale
| Datum         | Heimmannschaft         |   | Gastmannschaft              | Ergebnis |
| ------------- | ---------------------- | - | --------------------------- | -------- |
| 16. Feb. 2019 | TV Korschenbroich (NR) | – | BTB Aachen 1908 (MR)        | 25:29    |
| 16. Feb. 2019 | HSV Apolda 1990 (TH)   | – | SG OSF Berlin (BE)          | 25:20    |
| 17. Feb. 2019 | MSG HF Illtal (SL)     | – | SG Köndringen/Teningen (SB) | 40:30    |
| 17. Feb. 2019 | TSG A-H Bielefeld (WF) | – | ATSV Habenhausen (HB)       | 31:36    |

## Halbfinale
Die Halbfinalspiele fanden am 2. März 2019 statt.
| Datum        | Heimmannschaft       |   | Gastmannschaft        | Ergebnis |
| ------------ | -------------------- | - | --------------------- | -------- |
| 2. März 2019 | BTB Aachen 1908 (MR) | – | MSG HF Illtal (SL)    | 29:19    |
| 2. März 2019 | HSV Apolda 1990 (TH) | – | ATSV Habenhausen (HB) | 21:23    |

## Finale
Das Finale fand am 7. April 2019 in der Hamburger Barclaycard Arena statt.
| Datum       | Heimmannschaft        |   | Gastmannschaft       | Ergebnis                  |
| ----------- | --------------------- | - | -------------------- | ------------------------- |
| 7. Mai 2019 | ATSV Habenhausen (HB) | – | BTB Aachen 1908 (MR) | 31:29 i.S. (28:28, 13:10) |